# Droga ekspresowa S11
Die Droga ekspresowa S11 (poln. für ‚Schnellstraße S11‘) ist eine in kurzen Teilstücken fertiggestellte, größtenteils geplante Schnellstraße in Polen zwischen Koszalin und Pyrzowice. Sie soll ca. 560 km lang werden und durch vier Woiwodschaften führen. Sie folgt in weiten Teilen der Landesstraße 11 und verbindet das oberschlesische Industriegebiet mit der Ostsee.

## Planungsgeschichte
Weder der Schnellstraßen-Netzplan Polens aus dem Jahre 1945, noch der des Jahres 1946 enthielt eine Strecke, die die mit der heutigen S11 vorgesehene Verbindung herstellen sollte. Erstmals 1963 war eine Schnellstraße zwischen Kołobrzeg über Koszalin nach Poznań geplant, jedoch nicht zur Fortsetzung in das Oberschlesische Industriegebiet vorgesehen. 1971 war ein Streckenzug angedacht, der der heutigen Trasse der S11 sehr ähnelt und von Koszalin über Poznań nach Katowice führen sollte. 1976 entfiel der Abschnitt zwischen Poznań und dem Oberschlesischen Industriegebiet wieder. Auch 1985 änderte sich hieran nichts.
Im ersten Netzplan nach der politischen Wende in Polen, der auf das Jahr 1993 datiert, fehlt die Verbindung völlig.
Auch drei Jahre später ist diese Linie nicht enthalten. Erst 2001 ist wieder eine Strecke zwischen Kołobrzeg über Koszalin nach Poznań vorgesehen, die nun als S11 gekennzeichnet ist. Jedoch hat man auch hier auf die Fortsetzung in das Oberschlesische Industriegebiet verzichtet. Ab 2003 ist die S11 schließlich in dem heute geplanten Verlauf in den Netzplänen enthalten.
| \| Abschnitt[15] \| Länge \| Bauzeit \| Baukosten \| Verkehrsübergabe \| \| --------------------------------------------------------------------------- \| ------------------- \| ------------------------------------------- \| ------------------------------------------- \| ------------------------------------------- \| \| Knoten Kołobrzeg-Wschód – Knoten Bielice (S6/S11) (1) \| 035,4 km \| Realisierung im Rahmen der Schnellstraße S6 \| Realisierung im Rahmen der Schnellstraße S6 \| Realisierung im Rahmen der Schnellstraße S6 \| \| Knoten Bielice (S6/S11) – Knoten Koszalin-Zachód \| 001,5 km \| 2016–2019 \| 48 Mio. Złoty (12 Mio. Euro) \| 10. Oktober 2019 \| \| Knoten Koszalin-Zachód – Knoten Zegrze Pomorskie \| 016,8 km \| 2020–2023 \| 1,5 Mrd. Złoty (328 Mio. Euro) \| 26. September 2023 \| \| Knoten Knoten Zegrze Pomorskie – Knoten Kłanino \| 019,3 km \| 2020–2023 \| 1,5 Mrd. Złoty (328 Mio. Euro) \| 26. September 2023 \| \| Knoten Kłanino – Knoten Bobolice \| 011,6 km \| 2020–2023 \| 1,5 Mrd. Złoty (328 Mio. Euro) \| 26. September 2023 \| \| Knoten Szczecinek-Północ – Knoten Szczecinek-Południe (Umgehung Szczecinek) \| 013,1 km \| 2015–2019 \| 323 Mio. Złoty (81 Mio. Euro) \| 7. November 2019 \| \| Knoten Poznań-Północ – Knoten Poznań-Rokietnica \| 007,7 km \| 2010–2012 \| 332 Mio. Złoty (83 Mio. Euro) \| 30. Oktober 2012 \| \| Knoten Poznań-Rokietnica – Knoten Poznań-Tarnowo Podgórne \| 005,3 km \| 2013–2014 \| 108 Mio. Złoty (27 Mio. Euro) \| 19. Dezember 2014 \| \| Knoten Poznań-Tarnowo Podgórne – Knoten Poznań-Dąbrówka \| 008,1 km \| 2009–2011 \| 460 Mio. Złoty (115 Mio. Euro) \| 28. November 2011 \| \| Knoten Poznań-Dąbrówka – Knoten Poznań-Zachód \| 006,3 km \| 2009–2012 \| 460 Mio. Złoty (115 Mio. Euro) \| 3. Juni 2012 \| \| Knoten Poznań-Zachód – Knoten Poznań-Krzesiny (2) \| 016,5 km \| Realisierung im Rahmen der Autobahn A2 \| Realisierung im Rahmen der Autobahn A2 \| Realisierung im Rahmen der Autobahn A2 \| \| Knoten Poznań-Krzesiny – Knoten Kórnik-Południe \| 014,1 km \| 2007–2009 \| 166 Mio. Złoty (41,5 Mio. Euro) \| 8. Juni 2009 \| \| Umgehung Jarocin \| 010,2 km \| 2014–2017 \| 293 Mio. Złoty (73 Mio. Euro) \| 29. August 2017 \| \| Umgehung Ostrów Wielkopolski (Etappe 1) \| 006,1 km \| 2008–2009 \| 211 Mio. Złoty (53 Mio. Euro) \| 26. November 2009 \| \| Umgehung Ostrów Wielkopolski (Etappe 2) \| 012,8 km \| 2014–2017 \| 284 Mio. Złoty (71 Mio. Euro) \| 10. November 2017 \| \| Knoten Kępno-Północ – Knoten Kępno-Krążkowy (S8/S11) \| 004,4 km \| 2015–2018 \| 66 Mio. Złoty (17 Mio. Euro) \| 23. Mai 2018 \| \| Knoten Kępno-Krążkowy (S8/S11) – Kępno-Wschód \| 003,0 km \| 2017–2021 \| 475 Mio. Złoty (119 Mio. Euro) \| 16. August 2021 \| \| Knoten Kępno-Wschód – Knoten Baranów (westliche Fahrbahn) \| 004,0 km \| 2017–2021 \| 475 Mio. Złoty (119 Mio. Euro) \| 16. August 2021 \| \| Bąków – Grenze W. Oppeln/W. Schlesien (Umgehung Olesno) \| 024,8 km \| 2019–2023 \| 667 Mio. Złoty (146 Mio. Euro) \| 24. Juli 2023 \| \| Summe \| 221,0 km 169,1 km * \| \| 4,94 Mrd. Złoty (1,16 Mrd. Euro) \| \| * ohne gemeinsame Abschnitte mit Autobahnen und Schnellstraßen höherer Nummer (1) Gemeinsamer Abschnitt mit der Schnellstraße S6 (2) Gemeinsamer Abschnitt mit der Autobahn A2 |                     |                                             |                                             |                                             |
| Abschnitt | Länge               | Bauzeit                                     | Baukosten                                   | Verkehrsübergabe                            |
| Knoten Kołobrzeg-Wschód – Knoten Bielice (S6/S11) (1) | 035,4 km            | Realisierung im Rahmen der Schnellstraße S6 | Realisierung im Rahmen der Schnellstraße S6 | Realisierung im Rahmen der Schnellstraße S6 |
| Knoten Bielice (S6/S11) – Knoten Koszalin-Zachód | 001,5 km            | 2016–2019                                   | 48 Mio. Złoty (12 Mio. Euro)                | 10. Oktober 2019                            |
| Knoten Koszalin-Zachód – Knoten Zegrze Pomorskie | 016,8 km            | 2020–2023                                   | 1,5 Mrd. Złoty (328 Mio. Euro)              | 26. September 2023                          |
| Knoten Knoten Zegrze Pomorskie – Knoten Kłanino | 019,3 km            | 2020–2023                                   | 1,5 Mrd. Złoty (328 Mio. Euro)              | 26. September 2023                          |
| Knoten Kłanino – Knoten Bobolice | 011,6 km            | 2020–2023                                   | 1,5 Mrd. Złoty (328 Mio. Euro)              | 26. September 2023                          |
| Knoten Szczecinek-Północ – Knoten Szczecinek-Południe (Umgehung Szczecinek) | 013,1 km            | 2015–2019                                   | 323 Mio. Złoty (81 Mio. Euro)               | 7. November 2019                            |
| Knoten Poznań-Północ – Knoten Poznań-Rokietnica | 007,7 km            | 2010–2012                                   | 332 Mio. Złoty (83 Mio. Euro)               | 30. Oktober 2012                            |
| Knoten Poznań-Rokietnica – Knoten Poznań-Tarnowo Podgórne | 005,3 km            | 2013–2014                                   | 108 Mio. Złoty (27 Mio. Euro)               | 19. Dezember 2014                           |
| Knoten Poznań-Tarnowo Podgórne – Knoten Poznań-Dąbrówka | 008,1 km            | 2009–2011                                   | 460 Mio. Złoty (115 Mio. Euro)              | 28. November 2011                           |
| Knoten Poznań-Dąbrówka – Knoten Poznań-Zachód | 006,3 km            | 2009–2012                                   | 460 Mio. Złoty (115 Mio. Euro)              | 3. Juni 2012                                |
| Knoten Poznań-Zachód – Knoten Poznań-Krzesiny (2) | 016,5 km            | Realisierung im Rahmen der Autobahn A2      | Realisierung im Rahmen der Autobahn A2      | Realisierung im Rahmen der Autobahn A2      |
| Knoten Poznań-Krzesiny – Knoten Kórnik-Południe | 014,1 km            | 2007–2009                                   | 166 Mio. Złoty (41,5 Mio. Euro)             | 8. Juni 2009                                |
| Umgehung Jarocin | 010,2 km            | 2014–2017                                   | 293 Mio. Złoty (73 Mio. Euro)               | 29. August 2017                             |
| Umgehung Ostrów Wielkopolski (Etappe 1) | 006,1 km            | 2008–2009                                   | 211 Mio. Złoty (53 Mio. Euro)               | 26. November 2009                           |
| Umgehung Ostrów Wielkopolski (Etappe 2) | 012,8 km            | 2014–2017                                   | 284 Mio. Złoty (71 Mio. Euro)               | 10. November 2017                           |
| Knoten Kępno-Północ – Knoten Kępno-Krążkowy (S8/S11) | 004,4 km            | 2015–2018                                   | 66 Mio. Złoty (17 Mio. Euro)                | 23. Mai 2018                                |
| Knoten Kępno-Krążkowy (S8/S11) – Kępno-Wschód | 003,0 km            | 2017–2021                                   | 475 Mio. Złoty (119 Mio. Euro)              | 16. August 2021                             |
| Knoten Kępno-Wschód – Knoten Baranów (westliche Fahrbahn) | 004,0 km            | 2017–2021                                   | 475 Mio. Złoty (119 Mio. Euro)              | 16. August 2021                             |
| Bąków – Grenze W. Oppeln/W. Schlesien (Umgehung Olesno) | 024,8 km            | 2019–2023                                   | 667 Mio. Złoty (146 Mio. Euro)              | 24. Juli 2023                               |
| Summe | 221,0 km 169,1 km * |                                             | 4,94 Mrd. Złoty (1,16 Mrd. Euro)            |                                             |

### Poznań-Północ – Poznań-Rokietnica
Dieser Abschnitt führt als Teil der Westumgehung Poznańs (auch als Etappe 2a bezeichnet) auf einer Länge von 7,7 Kilometer vom Knoten Poznań-Północ bis zum Knoten Poznań-Rokietnica. Er ist mit zwei Fahrstreifen pro Fahrbahn ausgestattet. Der Bau dieses Abschnittes begann am 14. April 2010 mit der Vertragsunterzeichnung zwischen der GDDKiA und den Unternehmen Colas Polska Sp z o.o. und Strabag. Die Baukosten wurden auf 332 Millionen Złoty festgelegt. Die Bauzeit sollte 24 Monate betragen. Demnach war die Fertigstellung für Mai 2012 und vor der Fußball-Europameisterschaft 2012 geplant. Jedoch traten Bauverzögerungen ein, sodass die Bauarbeiten bis zum 30. September verlängert wurden. Am 30. Oktober wurde der Abschnitt dem Verkehr, der auf Fahrzeuge bis 3,5 Tonnen beschränkt wurde, übergeben.

### Poznań-Tarnowo Podgórne – Poznań-Zachód
Als Teil der Westumgehung Poznańs verbindet dieser Abschnitt die Landesstraße 92 über den Knoten Poznań-Tarnowo Podgórne mit dem Flughafen Posen-Ławica über den gleichnamigen Knoten sowie mit der Autobahn A2 und der zukünftigen Schnellstraße S5 über den Knoten Poznań-Zachód. Der Abschnitt ist auf einer Länge von 14,4 Kilometern mit zwei Fahrstreifen pro Fahrbahn ausgestattet.
Der Bauvertrag mit den Bauunternehmen Skanska S.A. als Leader und Intercor Sp. z o.o. als Partner wurde am 17. Juli 2009 unterschrieben. Es wurde eine 24 Monate lange Bauzeit vereinbart, die am 23. Juli offiziell begann. Die Fertigstellung sollte somit im Juli 2011 erfolgen. Jedoch kam es zu Verspätungen, sodass der erste Teilstück von 8,3 km zwischen den Knoten Poznań-Tarnowo Podgórne und Poznań-Dąbrówka am 28. November 2011 eröffnet werden konnte. Die Bauarbeiten am zweiten Teilstück wurden bis zur Fußball-Europameisterschaft 2012 verlängert und schließlich am 3. Juni 2012 beendet. Die Baukosten betrugen 460 Mio. Złoty.

## Im Bau befindliche Abschnitte
| Abschnitt                                                | Länge    | Vertragsunterzeichnung | Bauzeit   | Baukosten                       | geplante Fertigstellung |
| -------------------------------------------------------- | -------- | ---------------------- | --------- | ------------------------------- | ----------------------- |
| Knoten Bobolice – Knoten Szczecinek-Północ               | 023,0 km | 30. August 2023        | 2023–2026 | 1,1 Mrd. Złoty (246 Mio. Euro)  | Juli 2026               |
| Knoten Oborniki – Knoten Poznań-Północ                   | 022,0 km | 03. Juli 2024          | 2024–2028 | 853 Mio. Złoty (199 Mio. Euro)  | Juni 2028               |
| Knoten Kępno-Wschód – Knoten Baranów (östliche Fahrbahn) | 004,0 km | 17. April 2024         | 2024–2027 | 69 Mrd. Złoty (16 Mio. Euro)    | Juli 2027               |
| Knoten Baranów – Knoten Siemianice                       | 012,5 km | 28. März 2024          | 2024–2028 | 376 Mio. Złoty (88 Mio. Euro)   | März 2028               |
| Knoten Kluczbork-Północ – Bąków                          | 010,5 km | 26. April 2024         | 2024–2028 | 568 Mio. Złoty (131 Mio. Euro)  | April 2028              |
| Summe                                                    | 068,0 km |                        |           | 2,96 Mrd. Złoty (660 Mio. Euro) |                         |

## Geplante Abschnitte
| Abschnitt                                                 | Länge    | geplante Bauzeit | voraussichtliche Baukosten        |
| --------------------------------------------------------- | -------- | ---------------- | --------------------------------- |
| Knoten Szczecinek-Południe – Knoten Piła-Północ (S10/S11) | 059,0 km | unbekannt        | 6,27 Mrd. Złoty (1,57 Mrd. Euro)  |
| Knoten Piła-Północ (S10/S11) – Knoten Ujście              | 020,0 km | unbekannt        | 6,27 Mrd. Złoty (1,57 Mrd. Euro)  |
| Knoten Ujście – Knoten Oborniki                           | 043,0 km | unbekannt        | 6,27 Mrd. Złoty (1,57 Mrd. Euro)  |
| Knoten Kórnik-Południe – Jarocin                          | 036,0 km | unbekannt        | 1,63 Mrd. Złoty (408 Mio. Euro)   |
| Jarocin – Ostrów Wielkopolski                             | 042,0 km | unbekannt        | 1,75 Mrd. Złoty (438 Mio. Euro)   |
| Ostrów Wielkopolski – Knoten Ostrzeszów Północ            | 012,0 km | 2026–2029        | 1,37 Mrd. Złoty (342 Mio. Euro)   |
| Knoten Ostrzeszów Północ – Knoten Kępno-Północ            | 018,0 km | 2026–2029        | 1,37 Mrd. Złoty (342 Mio. Euro)   |
| Knoten Siemianice – Knoten Kluczbork-Północ               | 022,7 km | 2023–2027        | 5,37 Mrd. Złoty (1,34 Mrd. Euro)  |
| Grenze W. Oppeln/W. Schlesien – Knoten Piekary Śląskie    | 060,0 km | unbekannt        | 5,37 Mrd. Złoty (1,34 Mrd. Euro)  |
| Summe                                                     | 309,7 km |                  | 16,40 Mrd. Złoty (4,10 Mrd. Euro) |

## Besonderheiten
Zwischen den geplanten Knoten Piła-Północ und Piła-Wschód soll die S11 auf einem gemeinsamen Abschnitt mit der Schnellstraße S10 verlaufen. Ebenso verläuft die Schnellstraße S11 zwischen den Knoten Poznań-Zachód und Poznań-Krzesiny auf einem gemeinsamen Abschnitt mit der Autobahn A2 und der Schnellstraße S5.
Im Januar 2007 wurde eine „Vereinigung der Gemeinden, Powiats und Woiwodschaften ,Route S11‘“ gegründet. Mitglieder sind Städte, Gemeinden, Powiats und Woiwodschaften entlang der geplanten Strecke der S11. Ihr Ziel ist es, den Bau der Straße zu beschleunigen.